# Augustissimam beatissimi
Augustissimam beatissimi è un'enciclica di papa Gregorio XVI, pubblicata il 21 dicembre 1840, nella quale il Pontefice, dopo aver ricordato i sacrifici compiuti per restaurare la basilica di San Paolo fuori le mura, devastata da un incendio nel luglio del 1823, si rallegra di aver potuto inaugurare e consacrare una parte del tempio ricostruito, ma poiché occorre compiere tanti altri dispendiosi lavori, invita i vescovi di tutto il mondo a raccogliere offerte e ad inviarle a Roma affinché la basilica possa essere completamente restaurata.